# Заклинський Корнило Романович
Заклинський Корнило Романович (псевдоніми і криптоніми — Корн., Анко, Л., К. З.; *1 серпня 1889, Львів — †1 квітня 1966, Прага) — український педагог, поет, фольклорист, літературознавець, перекладач, культурно-освітній та громадсько-політичний діяч. Син Романа Заклинського. Брат Ростислава Заклинського та Богдана Заклинського.

## Життєпис
Два роки Корнило Заклинський вивчав класичну філологію на філософському факультеті Віденського університету, пізніше – українську філологію у Львівському й Чернівецькому університетах.
Свою педагогічну діяльність розпочав на Буковині. Вчителював у с.Вашківці (Буковина, нині місто Вижницького району Чернівецької області). В цей час Корнило Заклинський збирав народну творчість, писав вірші, історичні, краєзнавчі та мовознавчі матеріали. Під час Перших Визвольних змагань 1917-1921 років Корнило разом з братами активно долучився до української визвольної боротьби, після поразки опинився на еміграції. Брав активну участь в період ЗУНР у м. Коломиї, про що пишуть коломийські краєзнавці.
Найбільш плідний творчий етап у житті Корнила Заклинського припав на роки його перебування в Закарпатті. Він став активним діячем крайової «Просвіти», «Педагогічного Товариства Підкарпатської Русі», «Етнографічного Товариства Підкарпатської Русі». Працюючи професором Берегівської  гімназії у 1920 – 1938 роках, підтримував «Пласт», редагував газету «Берегівський пластун» (1923 – 1926). Після Віденського арбітражу, 2 листопада 1938 року, разом з гімназією переїхав до Білок. Невдовзі, у 1939 році, угорці заарештували його і відправили до концентраційного табору Варю Лапош (біля Ніредьгази). Після втручання міжнародних організацій в'язнів було звільнено. Серед них був і Корнило Заклинський, який наприкінці 1939 року виїхав до Праги, де продовжив свою педагогічну діяльність.
Працював професором української мови й історії в Українській гімназії в Модржанах у 1939 – 1947 роках та активним співробітником Музею визвольної боротьби України в Празі. Згодом викладав російську мову в одній з середніх шкіл Праги. Перебуваючи в центрі тогочасної закарпато-української еміграції, брав активну участь в діяльності Музею визвольної боротьби України та був останнім головою цієї організації, була ліквідована в 1948 році. Зазнав репресій з боку комуністичної влади Чехословаччини, був насильно відправлений на сім місяців до психіатричної лікарні у Богніцях. Після звільнення зосередився на науково-публіцистичній роботі. Свої матеріали друкував на сторінках словацьких журналів, а також в україномовних виданнях «Дукля», «Дружньо вперед», «Нове життя», «Науковому збірнику музею української культури у Свиднику». Помер у Празі, де й похований.

## Доробок
Корнило Заклинський — автор багатьох статей, які друкувалися в різних періодичних виданнях Закарпаття: «Наш рідний край», «Пчілка», «Підкарпатська Русь» та ін.. Автор статей про В. Довговича, Г. Тарковича, А. Вальковського, В. Ляховича, О. Шолтес, М. Врубеля та ін. діячів культури Закарпаття. Залишився архів, що тепер опрацьовується. Окремими книжками вийшли:
- «З вечірньою зорею» (1908);
- «Нові пісні» (1914 рік)
- «Латинсько-руський и русько-латинський словарь для низших гімназій» (1926);
- «Латинська читанка для другої класи гімназійної» (1926);
- Fata morgana. «ЛНВ», т. 48, кн. 12 (1909);
- Переказ про князя Лаборця. «Підкарпатська Русь», (1923);
- Народні оповідання про давнину (Історія Підкарпатської Русі в переказах). Пряшів, (1925);
- Національне вихованє. «Підкарпатська Русь», 1930, № 3;
- Відблиски давнини (до історії весільних обрядів в народній поезії). Там само, (1930), № 4-5;
- «Фольклор і літературний процес Закарпаття, XVII–XIX»;ст. Там само, 1930, № 5-6;
- Хрестоматія з української літератури. Братислава, 1955;
- Довгович в обороні честі закарпатських українців. «Славія», 1960, т. 1;
- Біографічна тема В. Ляховича про життя письменника Довговича. «Дукля», 1966, № 4.